# Тужно (Торунський повіт)
Тужно (пол. Turzno) — село в Польщі, у гміні Лисомиці Торунського повіту Куявсько-Поморського воєводства.
Населення — 1036 осіб (2011).
У 1975-1998 роках село належало до Торунського воєводства.

## Демографія
Демографічна структура станом на 31 березня 2011 року:
|          | Загалом | Допрацездатний вік | Працездатний вік | Постпрацездатний вік |
| -------- | ------- | ------------------ | ---------------- | -------------------- |
| Чоловіки | 524     | 102                | 367              | 55                   |
| Жінки    | 512     | 98                 | 315              | 99                   |
| Разом    | 1036    | 200                | 682              | 154                  |